# Ермоловка (Татарстан)
Ермоловка — деревня в Арском районе Татарстана. Входит в состав Старочурилинского сельского поселения.

## География
Находится в северо-западной части Татарстана на расстоянии приблизительно 14 км на юг по прямой от районного центра города Арск.

## История
Известна еще со времен Казанского ханства, упоминалась также как Страховка.

## Население
Постоянных жителей было: в 1782 — 30 душ мужского пола, в 1859—324, в 1897—415, в 1908—421, в 1920—373, в 1926—451, в 1938—358, в 1949—228, в 1958—228, в 1970—158, в 1979—120, в 1989 — 71, 52 в 2002 году (русские 96 %), 31 в 2010.